# Joel Lundqvist
Joel Per Lundqvist (* 2. března 1982, Åre) je bývalý švédský lední hokejista, střední útočník, bratr–dvojče hokejového brankáře Henrika Lundqvista. Se švédskou reprezentací třikrát vyhrál mistrovství světa - v letech 2006, 2013 a 2017. Při zisku posledního titulu byl navíc kapitánem týmu. Má ze světového šampionátu též dva bronzy (2009, 2014). Zúčastnil se též MS 2012 (6. místo), MS 2015 (5. místo) a olympijských her v Pchjongčchangu v roce 2018 (5. místo). Za národní tým odehrál 100 utkání. S výjimkou tří sezón v NHL (Dallas Stars, 134 zápasů), prakticky celou kariéru strávil v jediném klubu, Frölunda HC. Stal se s ním čtyřikrát mistrem Švédska (2003, 2005, 2016, 2019) a čtyřikrát s ním vyhrál Hokejovou ligu mistrů (2016, 2017, 2019, 2020). V roce 2017 byl též nejproduktivnějším hráčem Ligy mistrů. Ve švédské nejvyšší soutěži drží rekord v počtu odehraných zápasů (915). Připsal si v nich 511 kanadských bodů a vstřelil 199 branek. Ve Frölundě byl v letech 2009–2023 kapitánem týmu. Kariéru ukončil v dubnu 2023. Dál se realizuje především jako televizní hokejový expert.